# Roland Wilbur Brown
Roland Wilbur Brown (* 12. Mai 1893 in Weatherly (Pennsylvania); † 21. Dezember 1961) war US-amerikanischer Paläobotaniker und Stratigraph. Sein offizielles botanisches Autorenkürzel lautet „R.W.Br.“.
Brown wurde 1961 an der Johns Hopkins University promoviert und war 1928 bis zur Pensionierung 1958 Paläontologe und Geologe am US Geological Survey. Außerdem war er ab 1951 Research Associate in der Abteilung Geologie der Smithsonian Institution (United States National Museum).
Er befasste sich mit fossilen Pflanzen des Mesozoikums und Tertiärs in Nordamerika.

## Schriften
- Palaeocene Flora of the Rocky Mountains and the Great Plains, US Geological Survey Professional Paper 375, Washington D. C. 1961